# Echinocandine
Le echinocandine sono una nuova classe di farmaci antifungini.

## Meccanismo d'azione
Inibiscono l'enzima 1,3-beta-glucano-sintasi i cui prodotti sono essenziali per la costituzione della parete fungina.

## Spettro d'azione
Candida e Aspergillosi

## Vie di somministrazione
Si somministrano endovena e hanno lunga emivita.
Sono concentrazione dipendenti e pertanto la loro somministrazione è di una sola volta al giorno.

## Interazioni farmacologiche
Aumentano i livelli delle ciclosporine.